# Self-Assessment Manikin
Das Self-Assessment Manikin (SAM) ist ein sprachfreies Verfahren, um die Dimensionen Freude (Pleasure), Erregung (Arousal) und Dominanz (Dominance) affektiver Reaktionen zu erfassen. Es besteht aus drei Reihen von Piktogrammen, welche durch stilisierte Figuren jeweils eine Dimension auf einer fünfstufigen Skala erfassen. Das Verfahren ist weit verbreitet, da es sprachfrei und sehr schnell durchführbar ist.

## Gütekriterien
Nach den Gütekriterien psychodiagnostischer Verfahren ist das Verfahren objektiv und reliabel. Ein Vergleich mit dem Semantischen Differenzial belegt auch die Validität des SAM.